# Гельмут
Ге́льмут или Хе́льмут (нем. Helmut, Hellmut, Helmuth, Hellmuth) — мужское имя германского происхождения. Второй слог в переводе с древненемецкого означает „мужество“, „храбрость“. Насчёт первого слога ясности нет. Он может происходить от слова «hell» (светлый), «helm» (шлем), «heil» (здоровье), «Hölle» (ад) или «Held» (герой).